# Wetton/Downes
I Wetton/Downes (noti anche come Icon) sono stati un duo musicale rock progressivo britannico composto da due componenti degli Asia, ovvero il cantante e bassista John Wetton e dal tastierista Geoff Downes.

## Discografia

### Album in studio
- 2001 – John Wetton/Geoffrey Downes
- 2005 – Icon
- 2008 – Icon II: Rubicon
- 2009 – Icon 3

### Album dal vivo
- 2006 – Icon - Acoustic TV Broadcast
- 2006 – Icon Live - Never in a Million Years
- 2009 – Japan Tour 2009
- 2012 – Icon: Heat of the Rising Sun

### EP
- 2005 – Heat of the Moment - 05

## Videografia
- 2009 – Icon - Urban Psalm